# Јелисаветска Библија
Јелисаветска Библија (рус. Елизаветинская Библия) је име превода Библије на црквенословенски језик, издате 1751. године за време владавине руске царице Јелисавете Петровне.
Рад на новом ауторитативном преводу Светог писма за потребе Руске православне цркве почео је 14. новембра 1712. године, декретом Петра Великог. Ажурирана верзија Острошке Библије, заснована на модерним синодалним преводима православних цркава на словенским језицима.
Наредне године, након издавања ове Библије, формирана је Нова Србија, а следећа је била Славеносрбија. Године 1755. основан је Универзитет у Москви, а у Венецији Димитрије Теодосије отворио "Словенско-греческу типографију" исте године.